# Ruw bambicze
Ruw bambicze (styl. RUW BAMBICZE) – utwór polskiej raperki bambi, który został wydany, wraz z albumem „Trap or die”, 6 lutego 2025. Gościnnie wystąpił Rów babicze.

## Twórcy
Opracowano na podstawie materiałów źródłowych.
- Bambi – wokal, tekst
- Rów babicze – wokal, tekst
- Francis – kompozycja, produkcja
- Enzu – miks, mastering

## Teledysk
Do utworu powstała wizualizacja, którą udostępniono 7 lutego 2025 za pośrednictwem serwisu YouTube.

## Notowania

### Pozycje na listach tygodniowych
| Kraj   | Lista                    | Pozycja |
| ------ | ------------------------ | ------- |
| Polska | OLiS – single w streamie | 7       |
| Polska | Spotify                  | 6       |